# Heinrich von Lützow (Generalmajor)
Kaspar Heinrich Joseph Franz Klemens Freiherr von Lützow  (* 2. April 1807 in Groß Brütz, heute Ortsteil von Brüsewitz; † 6. Januar 1879 in Kleinsedlitz) war ein niederländischer Generalmajor und Gouverneur von Surabaya.

## Leben
Heinrich von Lützow entstammte dem Haus Groß Brütz des mecklenburgischen Uradelsgeschlechts von Lützow. Er war ein Sohn des preußischen Kammerherrn Sigismund Freiherr von Lützow (1776–1852) auf Groß-Brütz und dessen Ehefrau Karoline, geborene Gräfin Oexle von Friedenberg (1781–1808) und wurde wie sein Vater katholisch getauft.
Er trat in niederländische Militärdienste. Als Offizier der Koninklijk Nederlandsch-Indisch Leger wurde er nach Java im damaligen Niederländisch-Indien entsandt.
1862 verkaufte er Groß Brütz an den Hamburger Kaufmann Georg Johannes Bock (1829–1899). Dafür erwarb er im selben Jahr Bankwitz in Niederschlesien. 1872 verkaufte er Bankwitz wieder und zog in eine Villa in Kleinsedlitz in Sachsen, die dann Schloß Lützow genannt wurde.
Lützow heiratete am 1. Juli 1836 in Kedongkebo (heute Kedung Kebo, Pekalongan) auf Java, Caroline Classen. Die Adoptivtochter des Ehepaars Classen soll eine Enkelin des Sultans von Sumanap (= Sumenep) Pakoe Nalta Ningrat gewesen sein. In zweiter Ehe heiratete er am 27. September 1849 in Amsterdam seine Cousine, die Schriftstellerin Therese von Struve (1804–1852), und in dritter Ehe am 19. Januar 1855 Elisabeth von Maltzan, Freiin von Wartenberg und Penzlin (1834–1895), eine Schwester des Generals Friedrich von Maltzan. 
Aus den Ehen gingen folgende Kinder hervor:
- Marie (1843–1914) ⚭ 1865 Bodo von Suckow (1830–1904), preußischer Generalleutnant
- Elisabeth (1847–1892) ⚭ Arthur Müller, preußischer Premierleutnant a. D.
- Therese (* 1850) ⚭ 1882 Felix von Oertzen († 1889), preußischer Major a. D.
- Friedrich (* 1855), preußischer Leutnant a. D., Farmbesitzer in Nordamerika
- Sigismund (1858–1912), sächsischer Oberleutnant a. D.